# 1924 год в истории железнодорожного транспорта
1924 год в истории железнодорожного транспорта

## События
- В СССР введены в эксплуатацию участки:
  - Алят — Бегманлы Азербайджанской железной дороги;
  - Карши — Китаб Ашхабадской железной дороги;
  - Нотанеби — Озургети Закавказской железной дороги;
  - Ленинск-Кузнецкий — Кузнецк Западно-Сибирской железной дороги;
  - Дербышки — Дружинино Казанской железной дороги;
  - Славгород — Павлодар Омской железной дороги;
  - Свердловск — Дружинино Свердловской железной дороги;
  - Андижан — Коканд Ташкентской железной дороги

## Новый подвижной состав

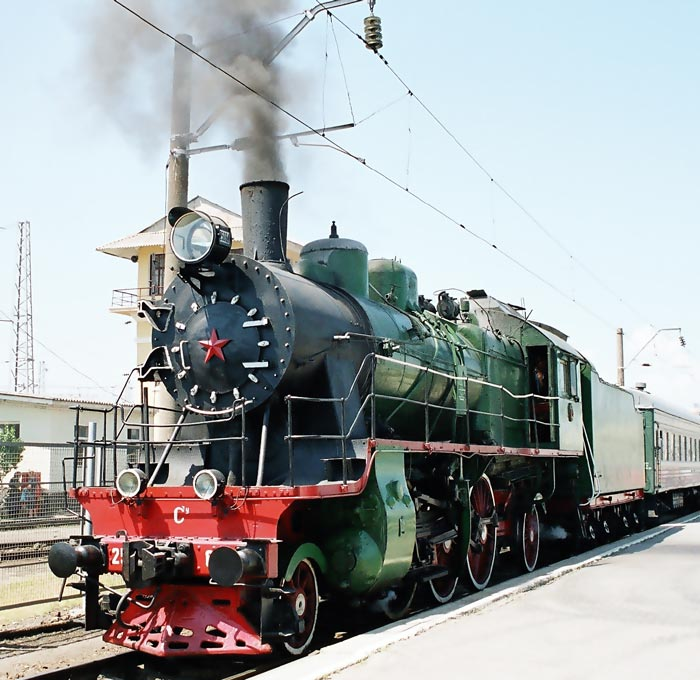
Паровоз С^{у}

- 5 августа — тепловоз Щэл1 впервые вышел на пути Балтийского завода.
- 6 ноября — тепловоз Щэл1 совершил первый рейс по Октябрьской железной дороге.
- 6 ноября — первый пробег по территории завода совершил тепловоз Юэ001 (Ээл2), конструировавшийся и строившийся Ю. В. Ломоносовым одновременно с тепловозом Щэл1 Я. М. Гаккеля.[1]
- Построены первые 4 паровоза серии Су.
- Создана первая снегоуборочная машина.[1]

## Персоны

### Скончались
- 2 июня — Николай Леонидович Щукин, инженер, конструктор паровозов, учёный в области железнодорожного транспорта.
- Александр Сергеевич Раевский — российский учёный, конструктор паровозов.